# Escuela Cinológica de la Defensa
La Escuela Cinológica de la Defensa (ECIDEF) es el centro de adiestramiento canino de las Fuerzas Armadas de España. No está adscrita a ninguna rama, sino que pertenece al denominado "Cuerpo Común" de las Fuerzas Armadas. Orgánicamente depende del Centro Militar de Veterinaria de la Defensa (CEMILVET), entidad subordinada a la Inspección General de Sanidad de la Defensa (IGESAN). Se ocupa del entrenamiento de los perros que prestan servicios en el Ejército de Tierra, la Armada, el Ejército del Aire, la Guardia Real y la Unidad Militar de Emergencias. Su sede se encuentra en la ciudad de Madrid.
Esta escuela fue creada en el año 1982 como Centro de Cría y Adiestramiento de Perros, bajo dependencia directa del Jefe del Estado Mayor del Ejército de Tierra. Dejó de pertenecer a la rama terrestre de las Fuerzas Armadas al producirse la integración de todos los sanitarios militares españoles en un único cuerpo en el año 1989. Al frente de la misma se encuentra un teniente coronel veterinario.
Durante los periodos de adiestramiento la Escuela Cinológica de la Defensa llega a albergar aproximadamente un centenar de perros. Sobre todo cuenta con pastores alemanes (negro y fuego, negro sólido o sable) y pastores belgas malinois, aunque también hay labradores y algunos ejemplares de la raza Springer Spaniel Inglés.
Los canes instruidos en la ECIDEF pueden proceder de camadas criadas en el propio organismo o adquiridos mediante compra, en torno a un año de edad, momento adecuado para iniciar su preparación. Esta escuela dispone de una bolsa de adopciones, destinada tanto a los perros que no son considerados aptos durante su entrenamiento como a los que finalizan sus servicios en las Fuerzas Armadas. 
Cada animal es adiestrado únicamente en una de las siguientes especialidades:
- Detección de estupefacientes.
- Detección de explosivos convencionales.
- Detección de artefactos explosivos improvisados.
- Rescate de personas y recuperación de cadáveres.
- Perros destinados a zonas combate.
- Perros de intervención.

Para cumplir sus objetivos, la Escuela Cinológica de la Defensa cuenta con unas instalaciones que ocupan una superficie en torno a los 10.800 metros cuadrados. Dispone de una pista de hierba, piscina, una zona con vehículos y varias naves de simulación (interiores de edificios, efectos de terremotos, cuevas, espacios subterráneos y un área para la detección de minas).